# Rühstädt
Rühstädt är en kommun och ort i Landkreis Prignitz i delstaten Brandenburg, Tyskland. Kommunen administreras som del av kommunalförbundet Amt Bad Wilsnack/Weisen.

## Geografi
Kommunen ligger i landskapet Prignitz i nordvästra Brandenburg, omkring 12 km sydost om staden Wittenberge i närheten av floden Havels mynning i Elbe.

## Orter och administrativ indelning
Rühstädts kommun består förutom centralorten, byn Rühstädt, även av kommundelarna Abbendorf, Bälow och Gnevsdorf samt boplatserna Ronien, Sandkrug och Ziegelei.